# Comuna de Kępice
Kępice (polaco: Gmina Kępice) é uma gminy (comuna) na Polónia, na voivodia de Pomerânia e no condado de Słupski. A sede do condado é a cidade de Kępice.
De acordo com os censos de 2004, a comuna tem 9713 habitantes, com uma densidade 33,1 hab/km².

## Área
Estende-se por uma área de 293,43 km², incluindo:
- área agricola: 31%
- área florestal: 61%

## Demografia
Dados de 30 de Junho 2004:
|                      | Total   | Total | Mulheres | Mulheres | Homens  | Homens |
| -------------------- | ------- | ----- | -------- | -------- | ------- | ------ |
|                      | pessoas | %     | pessoas  | %        | pessoas | %      |
| População            | 9713    | 100   | 4770     | 49,1     | 4943    | 50,9   |
| Densidade (pop./km²) | 33,1    | 100   | 16,3     | 16,3     | 16,8    | 16,8   |

De acordo com dados de 2002, o rendimento médio per capita ascendia a 1500,1 zł.

## Comunas vizinhas
- Miastko, Polanów, Sławno, Redzikowo, Trzebielino